# 65daysofstatic
65daysofstatic, aussi appelé 65days ou 65 dos, est un groupe de post-rock instrumental britannique, originaire de Sheffield, en Angleterre. Le groupe compte huit albums studio à son actif : The Fall of Math, One Time for All Time, The Destruction of Small Ideas, We were Exploding Anyway, Silent Running, Wild Light, No Man's Sky: Music for an Infinite Universe et replicr, 2019.

## Biographie

### Formation et débuts
Fondé en 2001 sous la forme d’un trio, constitué de Joe Shrewsbury, Paul Wolinski et de Iain Armstrong, 65daysofstatic tirerait son nom d'un projet de film de John Carpenter, Stealth Bomber, mettant en vedette Kurt Russell,. Une autre théorie avancée par le journal New Statesman serait que le nom dériverait d'expériences psychologiques conduites dans les années 1960 pendant lesquelles il a été découvert que l'exposition à 65 jours de bruit blanc rendrait fou.

### The Fall of Math
La formation du groupe a beaucoup changé depuis sa création en 2001. Armstrong part en 2003 pour former un autre groupe, Actionier. Feedle rejoint 65daysofstatic pour une courte période, et l'aide à écrire son premier single, Retreat! Retreat!. À la fin 2003, le groupe recrute Rob Jones en tant que batteur et Gareth Hugues à la basse.  Ce dernier quitte le groupe au moment de la sortie de son premier album, The Fall of Math, laissant sa place de bassiste à Simon Wright. Des membres d'autres formations, en particulier The Mirimar Disaster ou Youthmovies, les ont en outre souvent accompagnés lors de différents concerts.

### The Destruction of Small Ideas
En 2005, ils remixent le single Burn d'Alkaline Trio, tiré de l'album Crimson.
Leur troisième album, The Destruction of Small Ideas, est sorti le 30 avril 2007. Il contient notamment des contributions de membres des groupes The Mirimar Disaster, Digitonal et Circle Takes the Square. Cet album est précédé de la sortie du single Don't Go Down to Sorrow, accompagné d'une nouvelle chanson Morning in the Knife Quarter, ainsi qu'un remix de The Major Cities of the World Are Being Destroyed One by One by the Monsters, une version qui apparaissait sur la face B du single Retreat! Retreat!. Le clip de Don't Go Down to Sorrow est réalisé par Medlo.

### Escape from New York

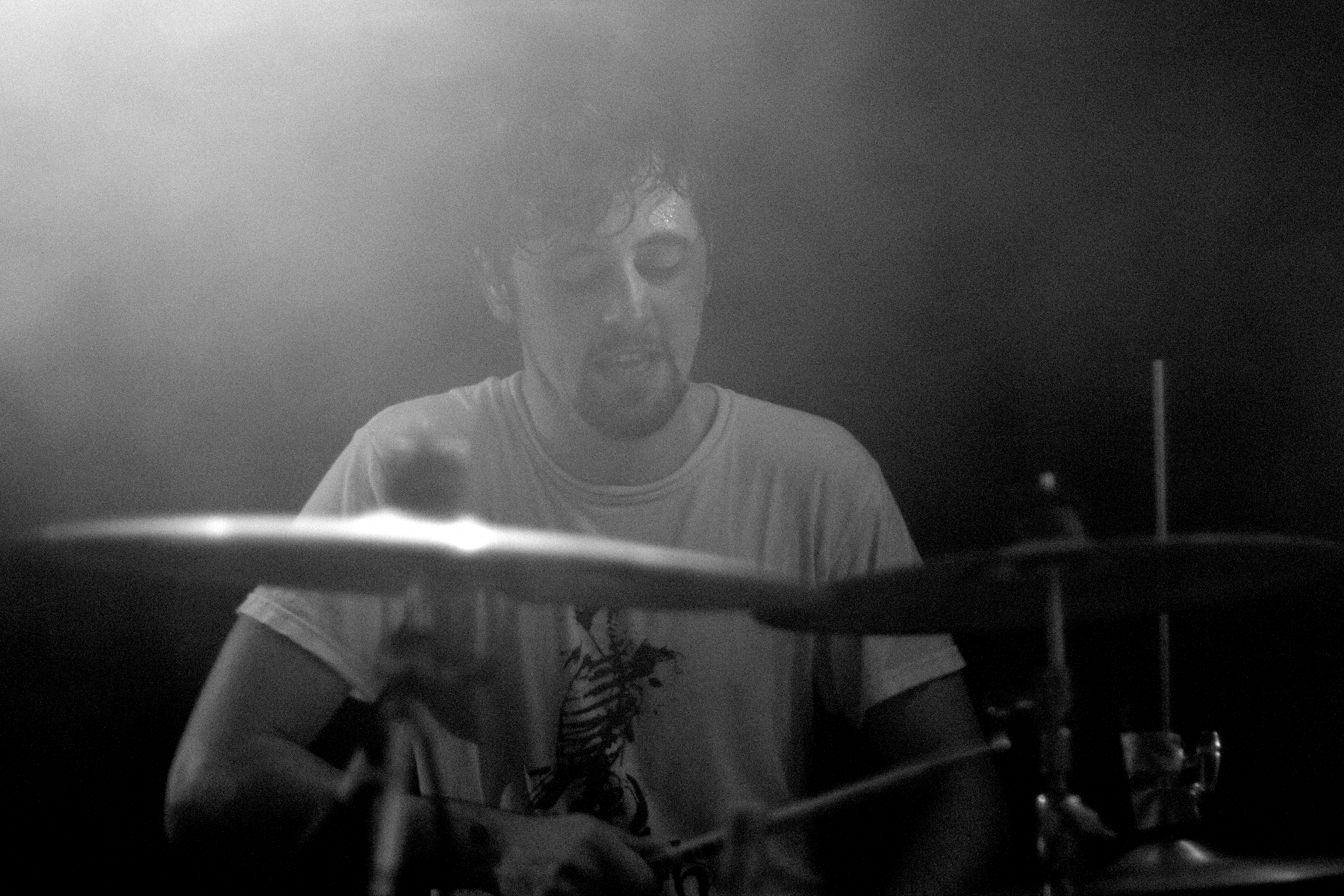
Rob Jones en 2009.

En mai et juin 2008, ils jouent avec The Cure à leur tournée nord-américaine. Un album live, Escape from New York, est publié le 20 avril 2009 au Royaume-Uni, et le 18 août 2009 aux États-Unis, et comprend des performances du groupe au Madison Square Gardens et au Radio City Music Hall. Une mini-tournée s'effectue en avril 2009, et suit d'une tournée européenne.
La musique de 65daysofstatic sera utilisée par l'adaptation radio de l'ouvrage Slaughterhouse-Five de Kurt Vonnegut. L'adaptation est diffusée le 20 septembre 2009 par BBC Radio 3 et le 15 février 2010 sur Radio 4

### We Were Exploding Anyway
Le groupe ne met qu'une semaine à enregistrer son quatrième album, We Were Exploding Anyway, publié en avril 2010. Un maxi-single uniquement disponible au Japon, Weak4, est publié avant la sortie de l'album. Les premières critiques de l'album iront jusqu'à dire que le groupe s'éloigne du post-rock pour adopter un son plus électro, avec plus de synthétiseurs, moins de guitare, et plus de sons lives.
À la fin 2010, le groupe annonce l'EP Heavy Sky. L'album comprend d'autres chansons issues des sessions d'enregistrement pour Exploding. L'EP est publié en pré-vente. En janvier 2011, ils publient la version japonaise avec une version instrumentale de Come to Me, et nouvelle chanson, String Loop. En juillet 2012, ils annoncent une version deluxe de We Were Exploding Anyway / Heavy Sky pour l'Australie au label Bird's Robe Records.

### Wild Light
Le 30 juillet 2013, le groupe annonce sur Vimeo, la sortie de leur sixième album, Wild Light, pour septembre 2013. L'album, qui est bien accueilli par la presse, comprend deux singles que sont Prisms et Taipei.
Le groupe enregistre des chansons du jeu vidéo No Man's Sky, dont la bande-son est publiée sous le titre No Man's Sky: Music for an Infinite Universe, en août 2016. iam8bit (en) annonçait déjà la sortie de la bande-son en format vinyle.

## Discographie

### Albums studio
- 2004 : The Fall of Math
- 2005 : One Time for All Time
- 2007 : The Destruction of Small Ideas
- 2010 : We Were Exploding Anyway
- 2011 : Silent Running
- 2013 : Wild Light
- 2016 : No Man's Sky: Music for an Infinite Universe
- 2019 : replicr, 2019

### EP
- 2003 : Stumble.Stop.Repeat
- 2005 : Hole
- 2010 : Heavy Sky
- 2021 : Under the Summs
- 2021 : Tomorrowd
- 2021 : Available Data

### Singles
- 2004 : Retreat! Retreat!
- 2006 : Radio Protector
- 2007 : Don't Go Down to Sorrow
- 2008 : The Distant and Mechanised Glow of Eastern European Dance Parties
- 2010 : Weak4
- 2010 : Crash Tactics

### Divers
- 2003 : Unreleased/Unreleasable Volume 1: 65's.late.nite.double-a-side.college.cut-up.trailers.for.the.looped.future.
- 2005 : Unreleased/Unreleasable Volume 2: How I Fucked Off All My Friends
- 2005 : Unreleased/Unreleasable Volume 3: The Kids Have Eyes (DVD)
- 2006 : B-sides and Rarities Volume 1: Then We Take Japan (CD + DVD, uniquement édité au Japon)